# Plantillas ortopedicas
Las plantillas ortopédicas son 
ortesis o aparatos amovibles que permite cuidar el pie del peligro de un ataque fulminante dirigidos a corregir los equilibrios músculo-esqueléticos del cuerpo humano con énfasis en el sistema articular del pie durante la fase de apoyo y/o propulsión. Tienden a ser usados en prevalencia en presencia de patologías como fascitis plantar, espolón calcaneo, neuralgia de Morton o desviaciones ergonómicas como pie vago, valgo o pie plano.

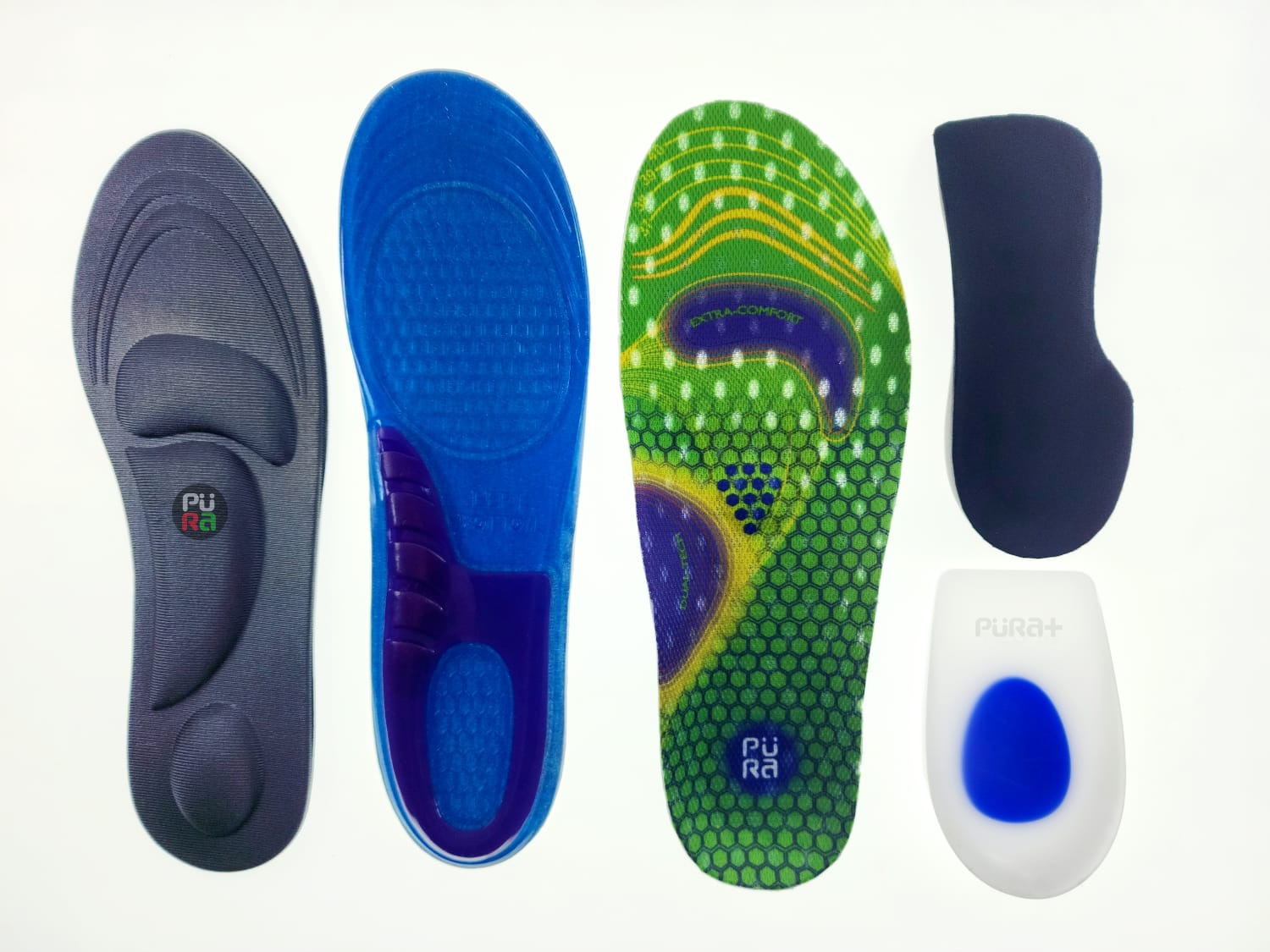
Plantillas modernas

Hay en la actualidad una gran variedad de formas y tipos, desde plantillas que cubren el pie en su entereza hasta aparatos parciales que son diseñados para patologías específicas.

## Historia
Es evidente que en época prehistórica el ser humano caminaba esencialmente descalzo y solo con la aparición del zapato se genera la necesidad de agregar elementos complementarios. Fueron inicialmente creadas para facilitar el caminar después de la invención del zapato y ya en época moderna han adquirido sus importantes atributos de corrección ortopédica.
En Europa, algunos atribuyen la primera ortesis de cuero en 1845 por Lewis Durlacher (1792-1864), podólogo real británico nombrado por la Reina Victoria. Por contrario en Estados Unidos, otros atribuyen el primer soporte arco en 1865 al doctor Everett H. Dunbar, del estado de Massachusetts.

## Fabricación
La fabricación se puede efectuar con los más variados materiales tales como piel vacuna (en sus origines), textiles de poliéster, plásticos termo-elastoméricos, poliuretanos y/o siliconados.